# D-グルタミナーゼ
D-グルタミナーゼ(D-glutaminase、EC 3.5.1.35)は、以下の化学反応を触媒する酵素である。
D-グルタミン + 水{\displaystyle \rightleftharpoons }D-グルタミン酸 + アンモニア
従って、この酵素の基質は、D-グルタミンと水の2つ、生成物はD-グルタミン酸とアンモニアの2つである。
この酵素は加水分解酵素、特に鎖状アミドの炭素-窒素結合に作用するものに分類される。系統名は、D-グルタミン アミドヒドロラーゼ(D-glutamine amidohydrolase)である。この酵素は、D-グルタミン、D-グルタミン酸の代謝や窒素循環に関与する。